# Fotbal Club Dinamo 1948 București
Il Fotbal Club Dinamo 1948 București, meglio nota come Dinamo Bucarest, è la sezione calcistica della società polisportiva rumena Dinamo București. Milita nella Liga I, la prima divisione del campionato rumeno di calcio.
Fondata nel 1948, la Dinamo è uno dei club più titolati di Romania, avendo vinto 18 campionati rumeni, 13 Coppe di Romania, 2 Supercoppe di Romania e una Coppa di Lega. È inoltre la prima compagine rumena ad aver partecipato ad una competizione ufficiale europea, la Coppa dei Campioni 1956-1957, e la seconda squadra rumena ad aver raggiunto la semifinale della Coppa dei Campioni, nel 1983-1984. Ha trascorso l'intera storia nella massima divisione rumena, tranne la stagione 2022-2023, giocata in seconda division.
Vive un'accesa rivalità con la Steaua Bucarest, con cui disputa un match noto come "derby eterno".

## Storia

### Gli inizi e le prime vittorie
La Dinamo viene fondata il 14 maggio 1948 da parte del Ministero dell'Interno, dovendo sacrificare i pluri campioni dell'Unirea Tricolor, e prendendo abusivamente il posto del Ciocanul București nel campionato rumeno, così come risulta da un'intervista a Cornel Dinu, una delle icone del club.
Per il primo titolo occorre aspettare il 1955, quando i cani rossi (come vengono chiamati i giocatori della Dinamo, a causa dello stemma del club) vincono il primo campionato. Quattro anni dopo arriva la prima Coppa di Romania, ma è soprattutto durante gli anni sessanta che la Dinamo inizia ad accrescere vistosamente il proprio palmarès, tanto da avviare un'accesa rivalità con un altro club di Bucarest, la Steaua.
Nell'autunno del 1956, la squadra fa il suo debutto in Coppa dei Campioni. Al suo esordio assoluto la squadra ha sconfitto il Galatasaray per 3-1. Nella gara di ritorno, la Dinamo pur perdendo a Istanbul per 2-1 si qualificò al turno successivo, dove venne eliminata dal CSKA di Sofia. La vittoria per 3-2 nella gara di ritorno non bastò a ribaltare l’8-1 rimediato in Bulgaria e ancora oggi risultato passivo peggiore della società in campo europeo.
Negli anni sessanta il Dinamo conquista il titolo per quattro volte consecutive, tra le proprie file il superbo portiere Ilie Datcu e la punta Ion Pîrcălab, e centrocampista Radu Nunweiller.
Tra la fine degli anni sessanta e i primi anni settanta, la Dinamo vince contro squadre del calibro di Inter, Real Madrid, Atlético Madrid e Eintracht Frankfurt, nelle coppe europee.
Dudu Georgescu, vincitore della Scarpa d'oro nel 1975 e 1977, ha suscitato l'interesse del Real Madrid, ma il regime comunista di Nicolae Ceaușescu non gli ha permesso di trasferirsi.

### Gli anni d'oro
Nei primi anni ottanta la crisi della Steaua regala alla Dinamo 3 titoli consecutivi. Nella stagione 1981-1982 il club partecipa alla Coppa UEFA, dove aver eliminato l'Inter ai sedicesimi di finale. Il team biancorosso sfiora l'impresa nella Coppa dei Campioni 1983-1984, quando dopo aver eliminato il Kuusysi Lahti e i campioni in carica dell'Amburgo, supera anche i sovietici della Dinamo Minsk, guadagnando uno storico accesso alle semifinali. Qui però deve inchinarsi al Liverpool di Ian Rush (di lì a poco campione d'Europa a spese della Roma) che la elimina con una doppia vittoria (1-0 e 2-1).
Tuttavia, nella seconda metà degli anni ottanta le cose si invertono. La Steaua torna prepotentemente alla ribalta, e dopo lo scudetto del 1985 conquista pure la Coppa dei Campioni 1986. Sconfitta dai "cugini" nella finale di Coppa di Romania 1989, la Dinamo guadagna comunque l'accesso alla Coppa delle Coppe 1990 (in quanto la Steaua ha pure vinto lo scudetto e accede alla Coppa dei Campioni). Qui i cani rossi eliminano Dinamo Tirana, Panathīnaïkos e Partizan, volando così in semifinale. Ma l'Anderlecht di Vincenzo Scifo è un ostacolo insormontabile, e ancora una volta la Dinamo abbandona a un passo dalla finale.

### Stagioni recenti
Sempre nel 1990 la Dinamo riconquista comunque lo scudetto. Seguono anni difficili, con la Steaua che si aggiudica sei titoli nazionali consecutivi, superando così la Dinamo nel computo degli scudetti. In ogni caso la Dinamo resta tra le maggiori società calcistiche rumene, annoverando nel proprio palmarès 18 campionati e 11 coppe nazionali.
Il quattordicesimo titolo, nella stagione 1991-92, è contrassegnato dal record d'imbattibilità in campionato: la Dinamo realizza 21 vittorie e 13 pareggi, per un totale di 55 punti. Intanto nella Coppa UEFA 1991-1992 la squadra rumena elimina l'Sporting Lisbona di Luís Figo nel trentaduesimi di finale, ma viene eliminato nei sedicesimi dai Genoa di Osvaldo Bagnoli.
Nella stagione 2005-2006 la squadra si qualificò in Coppa UEFA, dopo aver eliminato l'Everton 5-1 nel primo turno, ma furono eliminati al fase a gironi, mentre in campionato ha a lungo lottato nelle posizioni di vertice, ma il titolo alla fine è stato assegnato agli eterni rivali della Steaua.
La Dinamo riconquistarono il suo 18º titolo nel campionato 2006-2007 ottiene la qualificazione in Coppa UEFA affrontarono nel gruppo eliminatorio squadre come Tottenham, Bayer Leverkusen, Club Brugge e Beşiktaş, la squadra arrivando secondo nel girone ma è stata eliminata nei sedicesimi di finale del torneo dal Benfica.
Nella stagione seguente ha affrontato la Lazio nelle due gare valide per la qualificazione ai gironi della UEFA Champions League, venendo eliminata dopo un pareggio 1-1 all'Olimpico di Roma e una sconfitta per 3-1 a Bucarest. La mancata qualificazione ha portato alle dimissioni del tecnico Mircea Rednic, e all'ingaggio come nuovo allenatore dell'italiano Walter Zenga, già protagonista in Romania sulle panchine delle rivali cittadine National e Steaua.
Per la stagione 2009-2010 è stato ingaggiato come allenatore l'italiano Dario Bonetti, ma a novembre è stato esonerato nonostante l'impresa compiuta nella qualificazione per l'Europa League, quando la squadra ha rimontato in trasferta uno 0-3 contro lo Slovan Liberec per poi vincere ai calci di rigore. Bonetti è stato sostituito da Cornel Talnar, ex grande calciatore della Dinamo.
La stagione 2011-2012 ha visto la squadra di Bonetti vincere la Cupa României, mentre il campionato si chiude al quinto posto. Nel mese di luglio conquista anche la Supercoppa di Romania. 
Al termine del 2021-2022 la Dinamo Bucarest retrocede per la prima volta in seconda divisione, dopo aver perso lo scontro salvezza con l'U Cluj. La massima serie sarà riguadagnata l'anno seguente tramite gli spareggi, dove la squadra ha la meglio dell'Argeș Pitești.

## Società

### Settore giovanile
La Dinamo possiede importanti infrastrutture per la formazione e la preparazione dei giovani atleti verso il professionismo. Il centro giovanile si occupa della formazione degli atleti di età compresa tra i nove ed i diciotto anni. Il centro giovanile ha la sua base nel Dinamo Sport Centre.
Tutti i gruppi giocano nelle competizioni organizzate dalla Bucarest Football Association e in quelli creati dalla Federazione rumena. I giovani tra i sedici ed i diciotto anni vengono promossi nella seconda squadra del club, la Dinamo II.

## Calciatori
- Capocannonieri del campionato rumeno
- 1952  Titus Ozon
- 1953  Titus Ozon
- 1954  Alexandru Ene
- 1964  Constantin Frățilă
- 1969  Florea Dumitrache
- 1971  Florea Dumitrache
- 1975  Dudu Georgescu
- 1976  Dudu Georgescu
- 1977  Dudu Georgescu
- 1978  Dudu Georgescu
- 1987  Rodion Cămătaru
- 1989  Dorin Mateuț
- 1992  Gábor Gerstenmájer
- 2001  Marius Niculae
- 2004  Ionel Dănciulescu
- 2005  Claudiu Niculescu
- 2007  Claudiu Niculescu
- 2008  Ionel Dănciulescu
- 2010  Andrei Cristea
- Maggior numero di presenze
- 454  Cornel Dinu
- Maggior numero di gol segnati
- 207  Dudu Georgescu
- Calciatore romeno dell'anno
- 1968  Florea Dumitrache
- 1969  Florea Dumitrache
- 1970  Cornel Dinu
- 1972  Cornel Dinu
- 1974  Cornel Dinu
- 1976  Dudu Georgescu
- 1988  Dorin Mateuț
- 2004  Ionel Dănciulescu
- 2011  Gabriel Torje

## Palmarès

### Competizioni nazionali
- Campionato rumeno: 18

1954-1955, 1961-1962, 1962-1963, 1963-1964, 1964-1965, 1970-1971, 1972-1973, 1974-1975, 1976-1977, 1981-1982, 1982-1983, 1983-1984, 1989-1990, 1991-1992, 1999-2000, 2001-2002, 2003-2004, 2006-2007
- Coppa di Romania: 13

1958-1959, 1963-1964, 1967-1968, 1981-1982, 1983-1984, 1985-1986, 1989-1990, 1999-2000, 2000-2001, 2002-2003, 2003-2004, 2004-2005, 2011-2012
- Supercoppa di Romania: 2

2005, 2012
- Cupa Ligii: 1

2016-2017

### Altri piazzamenti
- Campionato rumeno:

Secondo posto: 1951, 1952, 1953, 1956, 1958-1959, 1960-1961, 1966-1967, 1968-1969, 1973-1974, 1975-1976, 1978-1979, 1980-1981, 1984-1985, 1986-1987, 1987-1988, 1988-1989, 1990-1991, 1992-1993, 1998-1999, 2000-2001, 2004-2005
Terzo posto: 1954, 1965-1966, 1967-1968, 1993-1994, 1994-1995, 1996-1997, 2005-2006, 2008-2009, 2016-2017
- Coppa di Romania:

Finalista: 1954, 1968-1969, 1969-1970, 1970-1971, 1986-1987, 1987-1988, 1988-1989, 2001-2002, 2010-2011, 2015-2016
Semifinalista: 1952, 1955, 1964-1965, 1971-1972, 1978-1979, 1982-1983, 1984-1985, 1996-1997, 1997-1998, 1998-1999, 2008-2009, 2009-2010, 2013-2014, 2019-2020, 2020-2021
- Cupa Ligii:

Semifinalista: 2014-2015, 2015-2016
- Supercoppa di Romania:

Finalista: 2001, 2002, 2003, 2007
- Coppa dei Campioni:

Semifinalista: 1983-1984
- Coppa delle Coppe:

Semifinalista: 1989-1990

## Tifoseria
La Dinamo Bucarest ha un supporto stimato del 13% in Romania, il che la rende il secondo club rumeno più sostenuto, dopo l'Steaua Bucarest.  La più grande concentrazione di tifosi è a Bucarest, principalmente nelle aree nord-orientali e centrali della città. Il club ha anche importanti basi di tifosi in altre parti del paese e dove si trovano basi significative di rumeni. I sostenitori della Dinamo hanno creato un programma chiamato Doar Dinamo Bucuresti (DDB) che ha mantenuto in vita il club grazie ai pagamenti da loro effettuati.

### Storia
La più grande concentrazione di tifosi è a Bucarest, principalmente nelle aree nord-orientali e centrali della città. Il club ha anche importanti basi di tifosi in altre parti del paese e dove si trovano basi significative di rumeni.
Le radici del movimento tifosi della Dinamo possono essere trovate nel 1995 quando gruppi come Dracula e Rams Pantelimon apparvero nel Curva Nord.  Nel 1996 fu formato un gruppo chiamato Nuova Guardia 1996, che divenne il gruppo leader nello stadio e in seguito nell'intero movimento ultras rumeno.  Dopo la morte dell'ex capitano, Cătălin Hîldan, nel 2000, i tifosi rinominarono il Curva Nord dello stadio della Dinamo in Peluza Catalin Hîldan in suo onore. La maggior parte dei sostenitori si trova nel Peluza Catalin Hîldan, ma diverse fazioni si sono spostate nel Curva Sud. 
Finora i gruppi sono: Nuova Guardia 1996 Brigate Pantelimon 1997, Guardia Tei 1999, Panzer 2004, Black Side 2019, Veteranii 2023, Siamo Noi 2024.
Poiché la Dinamo è la squadra secondi popolare della Romania, dopo Steaua Bucuresti, diverse città che contano la grande maggioranza di tifosi rossoblu tra gli amanti del calcio. In generale, queste città sono predominanti nella metà orientale del paese, in particolare nelle regioni della Moldavia, della Grande Valacchia e della Dobrugia settentrionale . Città come Suceava, Piatra Neamț, Bacău, Galati, Costanza, Buzău, Brăila, Târgovişte, Călăraşi, Râmnicu Vâlcea, Târgu Jiu, Brasov, Oradea, Sibiu, Targu Mureș o Petroșani godono di una grande maggioranza di tifosi della Steaua che spesso sono ben accolti anche dai tifosi delle squadre locali.

### Gemellaggi e rivalità

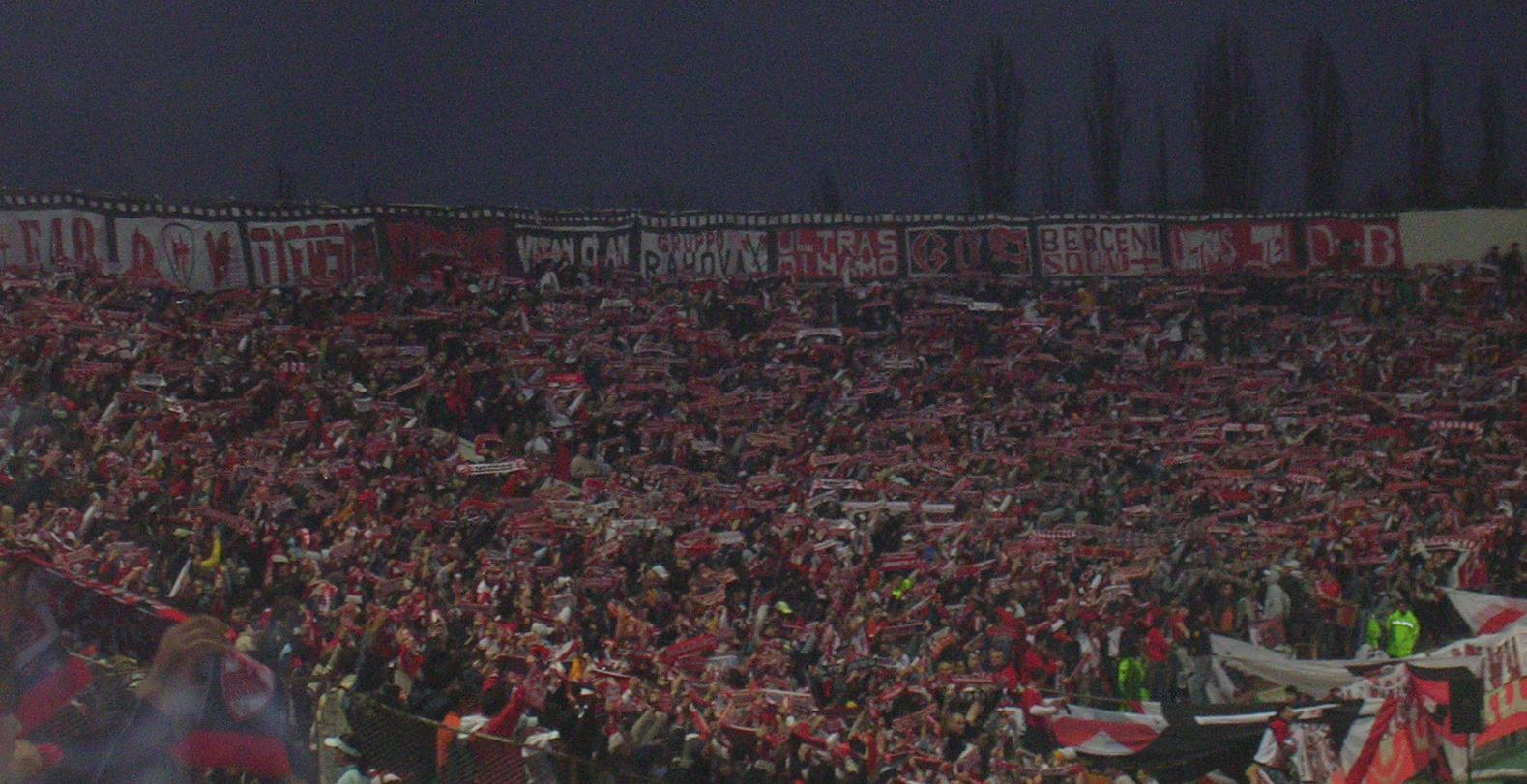
Tifosi della Dinamo in un eterno derby con la Steaua

I tifosi della Dinamo hanno una buona amicizia con i tifosi dell'Universitatea Cluj. L'amicizia è iniziata a metà degli anni '90, entrambi i gruppi ultras sono stati associati "alla mentalità, al fanatismo e al lato nazionalista"  e all'odio comune per l'Steaua Bucarest. La Dinamo ha un'amicizia non ufficiale con la Crvena Zvezda, famoso club serbo. L'amicizia tra questi due club si basa sulla stessa religione cristiana ortodossa. I tifosi della Dinamo Bucarest del Gruppo District 48 della Curva Sud Dinamo hanno rapporti con alcuni tesserati della Curva Nord Milano, che tifa Inter Milano.
La rivalità più importante della Dinamo è quella contro la Steaua București . L'Eternul derby ("L'eterno derby") è stato il principale incontro di calcio rumeno dal 1948, poiché Dinamo eSteaua sono le due squadre di calcio di maggior successo nel paese. Finora sono state giocate più di 150 partite tra Steaua e Dinamo nel campionato rumeno, nella Coppa di Romania e anche nella Supercoppa rumena. Con 45 titoli combinati (Dinamo - 18; Steaua - 27), le due squadre ne hanno vinti 36 in più del terzo club di maggior successo della Liga I, il Venus București .
Si tratta anche di una partita tra gli ex club dell'esercito rumeno (Steaua) e il Ministero degli affari interni (Dinamo). Diversi scontri tra diverse fazioni di sostenitori si sono spesso verificati e si verificano ancora dentro e fuori lo stadio. Il periodo di massimo splendore è stato raggiunto prima del calcio d'inizio di una partita nel 1997, quando i tifosi della Dinamo hanno incendiato un settore del Curva Sud dello Stadio Ghencea, dove erano assegnati.  Il 16 agosto 2016, durante la sconfitta per 0-5 dello Steaua nei play-off di Champions League contro il Manchester City, i tifosi della Dinamo sotto copertura hanno mostrato un enorme messaggio con la scritta Doar Dinamo București, che è stato etichettato come uno degli scherzi più grandi nella storia del calcio.
Tra l'ottobre 1991 e l'aprile 2000, la Steaua ha contato 19 partite ufficiali imbattute contro i suoi rivali, sia in campionato che in coppa. Inoltre, è stato registrato un periodo di 17 anni e 7 mesi in cui la Dinamo non è riuscita a vincere in trasferta contro la Steaua nel campionato nazionale.
La seconda rivalità più importante è stata quella con il Rapid București, spesso chiamata derby di Bucarest .Negli anni '90, c'era una forte competizione tra i due per vincere il titolo di campione. Un'altra importante rivale della Dinamo è l'U Craiova, una partita riconosciuta come il Pride Derby tra i tifosi residenti a Bucarest e quelli di Craiova. Inoltre, nella storia, la Dinamo ha ingaggiato diversi giocatori dal Craiova, anche dopo la retrocessione della squadra dell'Oltenia, motivo per cui i tifosi dell'Oltenia hanno una forte empatia per la squadra di Bucarest, la Dinamo Bucarest.
Un altro derby degno di nota che ha la Dinamo in primo piano è quello con il Politehnica Timișoara . Questo derby ha uno stretto legame con la storia comunista della Romania, sviluppatosi grazie ai cittadini di Timișoara che erano contrari al sistema di Ceaușescu. La Dinamo, squadra all'epoca di proprietà del Ministero degli Interni , fu fortemente criticata dai tifosi del Timișoara, ma ovviamente non potevano imprecare a causa della censura e del sistema controllato dalla Sicurezza. Il famoso detto con cui i tifosi del Timişoara potevano protestare era solo "Ale, ao, lascia morire la Dinamo!".
Rivalità più lievi e storiche ci sono anche con squadre non con sede a Bucarest, come CFR Cluj, U Craiova, Politehnica Timișoara, Petrolul Ploiesti, UTA Arad.

## Organico

### Rosa 2024-2025
| N. |                       | Ruolo | Calciatore        |
| -- | --------------------- | ----- | ----------------- |
| 1  | Slovenia (bandiera)   | P     | Adnan Golubović   |
| 2  | Brasile (bandiera)    | D     | Gabriel           |
| 3  | Romania (bandiera)    | D     | Raul Opruț        |
| 4  | Togo (bandiera)       | D     | Kennedy Boateng   |
| 7  | Portogallo (bandiera) | C     | Gonçalo Gregório  |
| 8  | Francia (bandiera)    | C     | Eddy Gnahoré      |
| 9  | Kosovo (bandiera)     | A     | Astrit Selmani    |
| 10 | Spagna (bandiera)     | C     | Dani Iglesias     |
| 15 | Romania (bandiera)    | D     | David Irimia      |
| 16 | Croazia (bandiera)    | C     | Christian Ilić    |
| 17 | Romania (bandiera)    | C     | Dennis Politic    |
| 18 | Croazia (bandiera)    | A     | Stipe Perica      |
| 19 | Madagascar (bandiera) | A     | Hakim Abdallah    |
| 20 | Romania (bandiera)    | C     | Antonio Bordușanu |
| 21 | Moldavia (bandiera)   | C     | Petru Neagu       |

| N. |                               | Ruolo | Calciatore                 |
| -- | ----------------------------- | ----- | -------------------------- |
| 22 | Romania (bandiera)            | C     | Andrei Bani                |
| 23 | Romania (bandiera)            | D     | Răzvan Patriche (capitano) |
| 24 | Macedonia del Nord (bandiera) | D     | Darko Velkoski             |
| 27 | RD del Congo (bandiera)       | D     | Maxime Sivis               |
| 28 | Togo (bandiera)               | D     | Josué Homawoo              |
| 29 | Romania (bandiera)            | C     | Alexandru Irimia           |
| 30 | Romania (bandiera)            | C     | Neluț Roșu                 |
| 31 | Romania (bandiera)            | D     | Costin Amzăr               |
| 32 | Guinea-Bissau (bandiera)      | D     | Edgar Ié                   |
| 39 | Moldavia (bandiera)           | P     | Dorian Răilean             |
| 73 | Romania (bandiera)            | P     | Răzvan Began               |
| 77 | Bulgaria (bandiera)           | C     | Georgi Milanov             |
| 90 | Romania (bandiera)            | C     | Andrei Mărginean           |
| 98 | Romania (bandiera)            | D     | Cristian Costin            |

### Rosa 2023-2024
| N. |                       | Ruolo | Calciatore        |
| -- | --------------------- | ----- | ----------------- |
| 1  | Slovenia (bandiera)   | P     | Adnan Golubović   |
| 2  | Brasile (bandiera)    | D     | Gabriel           |
| 4  | Francia (bandiera)    | D     | Quentin Bena      |
| 7  | Portogallo (bandiera) | C     | Gonçalo Gregório  |
| 8  | Francia (bandiera)    | C     | Eddy Gnahoré      |
| 9  | Kosovo (bandiera)     | A     | Astrit Selmani    |
| 10 | Spagna (bandiera)     | C     | Dani Iglesias     |
| 15 | Romania (bandiera)    | D     | David Irimia      |
| 16 | Croazia (bandiera)    | C     | Christian Ilić    |
| 17 | Romania (bandiera)    | C     | Dennis Politic    |
| 18 | Croazia (bandiera)    | C     | Domagoj Pavičić   |
| 19 | Madagascar (bandiera) | A     | Hakim Abdallah    |
| 20 | Romania (bandiera)    | C     | Antonio Bordușanu |
| 21 | Moldavia (bandiera)   | C     | Petru Neagu       |

| N. |                               | Ruolo | Calciatore                 |
| -- | ----------------------------- | ----- | -------------------------- |
| 22 | Romania (bandiera)            | C     | Andrei Bani                |
| 23 | Romania (bandiera)            | D     | Răzvan Patriche (capitano) |
| 24 | Macedonia del Nord (bandiera) | D     | Darko Velkoski             |
| 27 | Romania (bandiera)            | D     | Ricardo Grigore            |
| 28 | Togo (bandiera)               | D     | Josué Homawoo              |
| 29 | Romania (bandiera)            | C     | Alexandru Irimia           |
| 30 | Romania (bandiera)            | C     | Neluț Roșu                 |
| 31 | Romania (bandiera)            | D     | Costin Amzăr               |
| 32 | Guinea-Bissau (bandiera)      | D     | Edgar Ié                   |
| 39 | Moldavia (bandiera)           | P     | Dorian Răilean             |
| 73 | Romania (bandiera)            | P     | Răzvan Began               |
| 77 | Bulgaria (bandiera)           | C     | Georgi Milanov             |
| 98 | Romania (bandiera)            | D     | Cristian Costin            |
|    | Svizzera (bandiera)           | P     | Benjamin Siegrist          |

### Rosa 2022-2023
| N. |                       | Ruolo | Calciatore                 |
| -- | --------------------- | ----- | -------------------------- |
| 1  | Romania (bandiera)    | P     | Ștefan Fara                |
| 2  | Brasile (bandiera)    | D     | Gabriel                    |
| 3  | Romania (bandiera)    | D     | Andrei Radu                |
| 4  | Croazia (bandiera)    | D     | Igor Jovanović             |
| 5  | Romania (bandiera)    | C     | Alexandru Răuță (capitano) |
| 6  | Romania (bandiera)    | D     | Marco Ehmann               |
| 7  | Romania (bandiera)    | D     | Steliano Filip             |
| 8  | Francia (bandiera)    | C     | Balthazar Pierret          |
| 9  | Benin (bandiera)      | A     | Désiré Segbé Azankpo       |
| 13 | Portogallo (bandiera) | P     | Cristiano Figueiredo       |
| 15 | Romania (bandiera)    | C     | Claudiu Stan               |
| 16 | Grecia (bandiera)     | D     | Nikos Kainourgios          |
| 18 | Romania (bandiera)    | C     | Jonathan Rodríguez         |
| 19 | Francia (bandiera)    | D     | Baptiste Aloé              |
| 20 | Romania (bandiera)    | C     | Antonio Bordușanu          |
| 21 | Romania (bandiera)    | C     | Răzvan Grădinaru           |

| N. |                               | Ruolo | Calciatore        |
| -- | ----------------------------- | ----- | ----------------- |
| 23 | Romania (bandiera)            | D     | Răzvan Patriche   |
| 24 | Romania (bandiera)            | D     | Deniz Giafer      |
| 26 | Romania (bandiera)            | D     | Marius Tomozei    |
| 27 | Romania (bandiera)            | D     | Ricardo Grigore   |
| 28 | Romania (bandiera)            | C     | Ioan Borcea       |
| 29 | Romania (bandiera)            | A     | Cătălin Măgureanu |
| 32 | Romania (bandiera)            | C     | Geani Crețu       |
| 38 | Romania (bandiera)            | C     | Andrei Bani       |
| 44 | Macedonia del Nord (bandiera) | A     | Mirko Ivanovski   |
| 70 | Romania (bandiera)            | A     | Vlad Morar        |
| 71 | Moldavia (bandiera)           | C     | Cătălin Carp      |
| 75 | Romania (bandiera)            | D     | Ionut Amzar       |
| 77 | Romania (bandiera)            | C     | Alin Buleică      |
| 81 | Romania (bandiera)            | D     | Mario Pavel       |
| 98 | Romania (bandiera)            | C     | Andreas Mihaiu    |
| 99 | Bulgaria (bandiera)           | C     | Antoni Ivanov     |

### Rosa 2021-2022
| N. |                       | Ruolo | Calciatore                 |
| -- | --------------------- | ----- | -------------------------- |
| 1  | Romania (bandiera)    | P     | Ștefan Fara                |
| 2  | Brasile (bandiera)    | D     | Gabriel                    |
| 3  | Romania (bandiera)    | D     | Andrei Radu                |
| 4  | Croazia (bandiera)    | D     | Igor Jovanović             |
| 5  | Romania (bandiera)    | C     | Alexandru Răuță (capitano) |
| 6  | Romania (bandiera)    | D     | Marco Ehmann               |
| 7  | Romania (bandiera)    | D     | Steliano Filip             |
| 8  | Francia (bandiera)    | C     | Balthazar Pierret          |
| 9  | Benin (bandiera)      | A     | Désiré Segbé Azankpo       |
| 13 | Portogallo (bandiera) | P     | Cristiano Figueiredo       |
| 15 | Romania (bandiera)    | C     | Claudiu Stan               |
| 16 | Grecia (bandiera)     | D     | Nikos Kainourgios          |
| 18 | Romania (bandiera)    | C     | Jonathan Rodríguez         |
| 19 | Francia (bandiera)    | D     | Baptiste Aloé              |
| 20 | Romania (bandiera)    | C     | Antonio Bordușanu          |
| 21 | Romania (bandiera)    | C     | Răzvan Grădinaru           |

| N. |                               | Ruolo | Calciatore        |
| -- | ----------------------------- | ----- | ----------------- |
| 23 | Romania (bandiera)            | D     | Răzvan Patriche   |
| 24 | Romania (bandiera)            | D     | Deniz Giafer      |
| 26 | Romania (bandiera)            | D     | Marius Tomozei    |
| 27 | Romania (bandiera)            | D     | Ricardo Grigore   |
| 28 | Romania (bandiera)            | C     | Ioan Borcea       |
| 29 | Romania (bandiera)            | A     | Cătălin Măgureanu |
| 32 | Romania (bandiera)            | C     | Geani Crețu       |
| 38 | Romania (bandiera)            | C     | Andrei Bani       |
| 44 | Macedonia del Nord (bandiera) | A     | Mirko Ivanovski   |
| 70 | Romania (bandiera)            | A     | Vlad Morar        |
| 71 | Moldavia (bandiera)           | C     | Cătălin Carp      |
| 75 | Romania (bandiera)            | D     | Ionut Amzar       |
| 77 | Romania (bandiera)            | C     | Alin Buleică      |
| 81 | Romania (bandiera)            | D     | Mario Pavel       |
| 98 | Romania (bandiera)            | C     | Andreas Mihaiu    |
| 99 | Bulgaria (bandiera)           | C     | Antoni Ivanov     |

### Rosa 2020-2021
| N. |                       | Ruolo | Calciatore        |
| -- | --------------------- | ----- | ----------------- |
| 3  | Romania (bandiera)    | D     | Andrei Radu       |
| 5  | Romania (bandiera)    | C     | Alexandru Răuță   |
| 6  | Romania (bandiera)    | D     | Marco Ehmann      |
| 7  | Romania (bandiera)    | C     | Steliano Filip    |
| 8  | Romania (bandiera)    | C     | Paul Anton        |
| 9  | Senegal (bandiera)    | A     | Magaye Gueye      |
| 10 | Curaçao (bandiera)    | A     | Gevaro Nepomuceno |
| 12 | Romania (bandiera)    | P     | Mihai Eșanu       |
| 13 | Romania (bandiera)    | P     | Deniz Glazer      |
| 17 | Slovacchia (bandiera) | A     | Adam Nemec        |
| 19 | Romania (bandiera)    | A     | Andrei Blejdea    |
| 22 | Romania (bandiera)    | A     | Deian Sorescu     |
| 23 | Romania (bandiera)    | C     | Ionuț Șerban      |
| 26 | Svezia (bandiera)     | C     | Jonathan Morsay   |

| N. |                    | Ruolo | Calciatore             |
| -- | ------------------ | ----- | ---------------------- |
| 27 | Romania (bandiera) | D     | Ricardo Grigore        |
| 28 | Romania (bandiera) | C     | Ioan Borcea            |
| 29 | Romania (bandiera) | A     | Cătălin Măgureanu      |
| 30 | Romania (bandiera) | D     | Florin Bejan           |
| 32 | Romania (bandiera) | C     | Geani Crețu            |
| 34 | Romania (bandiera) | P     | Aleksander Mitrovic    |
| 38 | Romania (bandiera) | C     | Andrei Bani            |
| 39 | Romania (bandiera) | D     | Ionuț Amzar            |
| 55 | Polonia (bandiera) | C     | Janusz Gol             |
| 66 | Croazia (bandiera) | D     | Ante Puljić (capitano) |
| 77 | Romania (bandiera) | C     | Vlad Achim             |
| 98 | Romania (bandiera) | C     | Andreas Mihaiu         |
| 99 | Romania (bandiera) | A     | Robert Moldoveanu      |